# Séverin Ronga
Pour les articles homonymes, voir Ronga.
Maurice Céleste Ronga dit Séverin Ronga, né le 19 février 1857 à Asti et mort le 26 mars 1931 à Laxou, est un bijoutier français.

## Biographie
Bijoutier à Nancy, il est connu pour des créations de style Art Nouveau dont de nombreuses broches. Il a aussi édité en bronze des statuettes et objets décoratifs dus à Alfred Finot.
Saint-Just Péquart est connu pour avoir collectionné les créations de Séverin Ronga.